# Katholische Arbeitsgemeinschaft für Müttergenesung

Logo der Katholischen Arbeitsgemeinschaft für Müttergenesung

Der Katholische Arbeitsgemeinschaft für Müttergenesung e. V. (kurz KAG Müttergenesung) ist der Verein innerhalb der Katholischen Kirche in der Bundesrepublik Deutschland, der sich in seinem Anliegen speziell Fragen der Gesundheit von Müttern – in den letzten Jahren verstärkt auch Vätern – und Kindern sowie der Unterstützung für Familien widmet. Der Sitz des Vereins ist Freiburg im Breisgau.
Seit Ende der 1920er Jahre engagiert sich der Verein mit Fachkräften und ehrenamtlichen Mitarbeitern für die Anliegen von Frauen und Familien, insbesondere auch in sozial- und gesundheitspolitischen Entscheidungen (Lobbyarbeit). Die Arbeitsgemeinschaft ist die größte Trägergruppe in der Elly-Heuss-Knapp-Stiftung, Deutsches Müttergenesungswerk.
Die Trägerverbände der Katholischen Arbeitsgemeinschaft für Müttergenesung sind wiederum der Deutsche Caritasverband e. V., die Caritas-Konferenzen Deutschland e.V., die Katholische Frauengemeinschaft Deutschlands sowie der Katholische Deutsche Frauenbund e. V.
Der KAG sind 20 Vorsorge- und Rehabilitationseinrichtungen für Mütter, Mütter/Väter mit Kindern mit 2.000 Plätzen angeschlossen.
Über 240 Beratungs- und Vermittlungsstellen der örtlichen und regionalen Caritasverbände (Allgemeine Sozialberatung, Schwangerschaftsberatung u. a.) sowie der Trägerverbände der KAG sind Anlaufstellen für Frauen und Männer, die sich über die Möglichkeiten einer Vorsorge- und Rehabilitationsmaßnahme für Mütter, Pflegende Angehörige oder Mutter/Vater mit Kind informieren wollen. Sie beraten jährlich ca. 35.000 Frauen. Mehr als 14.000 Frauen und 19.000 Kinder nehmen jährlich an Vorsorge- und Rehabilitationsmaßnahmen für Mütter/Mutter-Kind/Vater-Kind teil.
Die AG arbeitet zur Verfolgung ihrer Ziele mit diversen Kooperationspartnern zusammen, von denen neben der Knapp-Stiftung und den Trägerverbänden des Müttergenesungswerkes besonders der „Forschungsverbund Prävention und Rehabilitation für Mütter und Kinder“ sowie das „Institut für Psychotherapie und Medizinische Psychologie der Universität Würzburg“ herauszuheben sind.
Das Logo der AG zeigt vier ineinander verschlungene Kreise als Symbol des Bündnisses für die Gesundheit von Frauen und Kindern.